# フリスパ
フリスパ（ギリシャ語:Χρύσπα / Chrispa）、本名:フリサンシ＝パゴナ・ピトロプル（Χρυσάνθη Παγώνα Πυτιροπούλου / Chrisanthi-Pagona Pitropoulou、1982年12月7日 - ）は、ギリシャ・アテネ出身の歌手である。

## 出自
フリサンシ＝パゴナ・ピトロプルとして、1982年12月7日にギリシャの首都アテネで生まれた。5歳のときにピレウスに移り、同地で音楽やダンスの経験をつみ始める。はじめは歌手になるつもりはなく、バレエを好んでいた。13歳の頃、背が低かったことなどからバレエをやめ、学校で音楽を学び始め、歌唱やピアノ、ギターなどを習った。
歌手としてのキャリアの原点は18歳の頃であり、アイギナ島での夏のコンサートでソフィア・ヴォッスー（Sophia Vossou）と歌った。ヴォッスーはフリスパの声を高く評価し、これがきっかけとなってアルファ・レコーズとの契約に至った。その能力はすぐに発揮され、スタマティス・ゴンディス（Stamatis Gonidis）やランビス・リヴィエラトス（Lambis Livieratos）、セミス・アダマンティディス（Themis Adamantidis）などの有名歌手のコンサートで歌うようになった

## 音楽キャリア

### 2003年 - 2007年
2003年、21歳の時にアルファ・レコーズから初のアルバム『Tora』が発売された。アルバムからの最初のシングル「Esena Thelo」はヒット曲となり、音楽ビデオやリミックスも製作された。2枚目のアルバムはセルフ・タイトルの『Chrispa』であり、2004年にMinos EMIから発売された。
2005年にはMinos EMIより再パッケージ版のアルバム『Chrispa 100%』が発売された。このアルバムには最初の2枚のアルバムに収録されたヒット曲に加えて、1つの新曲「Mou Kani Plaka O Theos,」が収録され、更にリミックス版や音楽ビデオクリップを納めたDVDも同梱された。このアルバムには、「An Den Ipirhes」や「Savvatokiriako」、「Fevgo Gia To 7」、「I Kolasi Eimai Ego」「Pali Tha Peis Signomi」などのラジオ・ヒット曲も収められている。またこの年の夏にはジオルゴス・ツァリキス（Giorgos Tsalikis）やコンスタンディノス・フリストフォルー（Constantinos Christoforou）ら、冬にはエリ・コッキヌーやアンドレアス・スタモス（Andreas Stamos）、コンスタンディノス・フリストフォルー、カロミラ（Kalomoira）らと共演した。
2006年と2007年には更に2枚のアルバム、『Posa Hrostao』と『Kathreftis』がそれぞれ発売された。後者からの最初のシングル「Mia Stigmi」も音楽ビデオクリップが製作された。

### 2008年以降
2008年には、ユーロビジョン・ソング・コンテスト2008のギリシャ代表選考に挑んだ。国内選考に参加した楽曲はマリオス・プシモプロス（Marios Psimopoulos）が作曲し、アントニス・パパス（Antonis Papas）が作詞した楽曲で、「SOS For Love」という仮題が付けられたが、後に曲名は「A Chance to Love」へと変更された。楽曲は民俗風のもので、「オリエンタル・ダンス」と形容された。歌詞はギリシャ語と英語の両方が使われていた。
2008年2月27日の決勝戦では、決勝まで残った3人うち最初に登場して「A Chance to Love」を歌ったが、視聴者投票のうち15.9%の得票率で3位に終わった。コスタス・マルティカス（Kostas Martakis）が2位、1位となったカロミラ（Kalomoira）の「Secret Combination」はユーロビジョン2008では3位に入賞した。
2009年10月6日、フリスパの5枚目となるスタジオ・アルバム『Mehri Edo』が発売された。アルバムには、ステファノス・コルコリス（Stefanos Korkolis）作曲、レベッカ・ルッシ（Rebecca Roussi）作詞による11曲の新曲が収録された。

## ディスコグラフィー

### アルバム
- 2003年: Tora - チャート順位（ギリシャ）:#49
- 2004年: Chrispa - チャート順位（ギリシャ）:#32
- 2006年: Posa Hrostao - チャート順位（ギリシャ）:#1、ゴールド・アルバム（ギリシャ）
- 2007年: Kathreftis - チャート順位（ギリシャ）:#6
- 2009年: Mehri Edo

### CDシングル
- 2004年: "Mou Kani Plaka O Theos"
- 2007年: "Diki Sou Gia Panta" (Remix)
- 2008年: "A Chance to Love"